# يوخن هيك (مخرج أفلام)
يوخن هيك (بالألمانية: Jochen Hick)‏ (و. 1960  م) هو مخرج أفلام، ومنتج أفلام، وكاتب سيناريو ألماني، ولد في دارمشتات.

## وصلات خارجية
- يوخن هيك على موقع IMDb (الإنجليزية)
- يوخن هيك على موقع ألو سيني (الفرنسية)
- يوخن هيك على موقع أول موفي (الإنجليزية)
- يوخن هيك على موقع قاعدة بيانات الفيلم (الإنجليزية)
- يوخن هيك على موقع كينوبويسك (الروسية)